# Balbalan
Balbalan é um município de  terceira classe de renda municipal (d) na província Kalinga, nas Filipinas. De acordo com o censo de 1 de maio  de  2020 possui uma população de 12 914 pessoas e 2 528 domicílios.